# Pawieł Korczagin
Pawieł Nikołajewicz Korczagin, ros. Павел Николаевич Корчагин (ur. 1901 we wsi Kulebaki w guberni niżnonowogrodzkiej, zm. 19 grudnia 1980 w Iwanowie) – radziecki polityk, członek KC KPZR (1952-1956), I sekretarz Komitetu Obwodowego WKP(b)/KPZR w Czkałowie (obecnie Orenburg) (1948-1955).
W 1920 i w latach 1922-1923 w Armii Czerwonej, 1926-1933 pracownik fabryki metalurgicznej i przewodniczący komitetu fabrycznego, od 1928 w WKP(b). 1933-1934 zastępca sekretarza rejonowego komitetu WKP(b) w Kraju Gorkowskim (później obwód gorkowski, obecnie obwód niżnonowogrodzki), 1934-1937 II sekretarz, a 1937-1938 I sekretarz rejonowego komitetu WKP(b) w Kraju/obwodzie gorkowskim. 1938-1939 kierownik wydziału rolnego Komitetu Obwodowego WKP(b) w Gorkim, 1939-1941 instruktor Wydziału Rolnego KC WKP(b), 1941-1942 I zastępca przewodniczącego Komitetu Wykonawczego Rady Kraju Ałtajskiego. Od 1942 do sierpnia 1943 II sekretarz Ałtajskiego Krajowego Komitetu WKP(b), od sierpnia 1943 do grudnia 1945 przewodniczący Komitetu Wykonawczego Rady Kraju Ałtajskiego, 1946-1947 słuchacz Wyższej Szkoły Partyjnej przy KC WKP(b). Od 1947 do 29 listopada 1948 II sekretarz, a od 29 listopada 1948 do 23 listopada 1955 I sekretarz Komitetu Obwodowego WKP(b)/KPZR w Czkałowie. Od 14 października 1952 do 14 lutego 1956 członek KC KPZR, od 1956 do grudnia 1964 przewodniczący Komitetu Wykonawczego Rady Obwodowej w Iwanowie (od grudnia 1962 do grudnia 1964: Wiejskiej Rady Obwodowej), następnie na emeryturze. Deputowany do Rady Najwyższej ZSRR 3 i 4 kadencji.